# Daitrosister confirmatus
Daitrosister confirmatus är en skalbaggsart som först beskrevs av August Reichensperger 1935.  Daitrosister confirmatus ingår i släktet Daitrosister och familjen stumpbaggar. Inga underarter finns listade i Catalogue of Life.